# Ver-sur-Launette
Ver-sur-Launette – miejscowość i gmina we Francji, w regionie Hauts-de-France, w departamencie Oise.
Według danych na rok 1990 gminę zamieszkiwało 825 osób, a gęstość zaludnienia wynosiła 63 osoby/km² (wśród 2293 gmin Pikardii Ver-sur-Launette plasuje się na 348. miejscu pod względem liczby ludności, natomiast pod względem powierzchni na miejscu 267.).